# Фюрстенфельд
Фюрстенфельд (нем. Fürstenfeld) — город в Австрии, окружной центр, расположен в федеральной земле Штирия.
Входит в состав округа Фюрстенфельд. Население составляет 5986 человек (на 31 декабря 2005 года). Занимает площадь 15,16 км².

## Политическая ситуация
Бургомистр коммуны — Вернер Гуцвар (АНП) по результатам выборов 2005 года.
Совет представителей коммуны (нем. Gemeinderat) состоит из 25 мест.
- АНП занимает 13 мест.
- СДПА занимает 9 мест.
- АПС занимает 2 места.
- Зелёные занимают 1 место.

## Фотографии

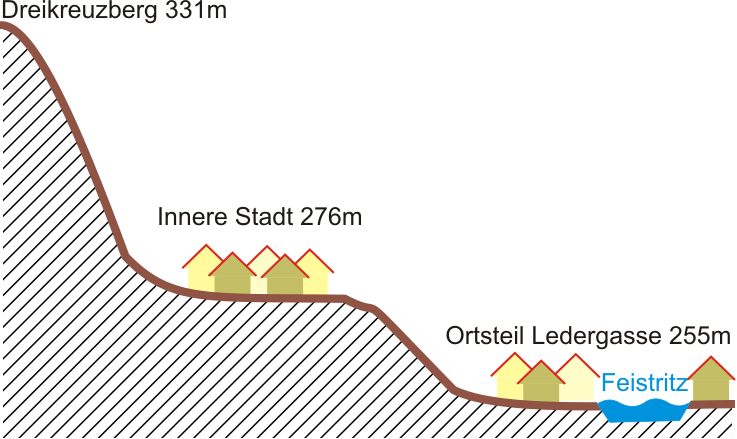
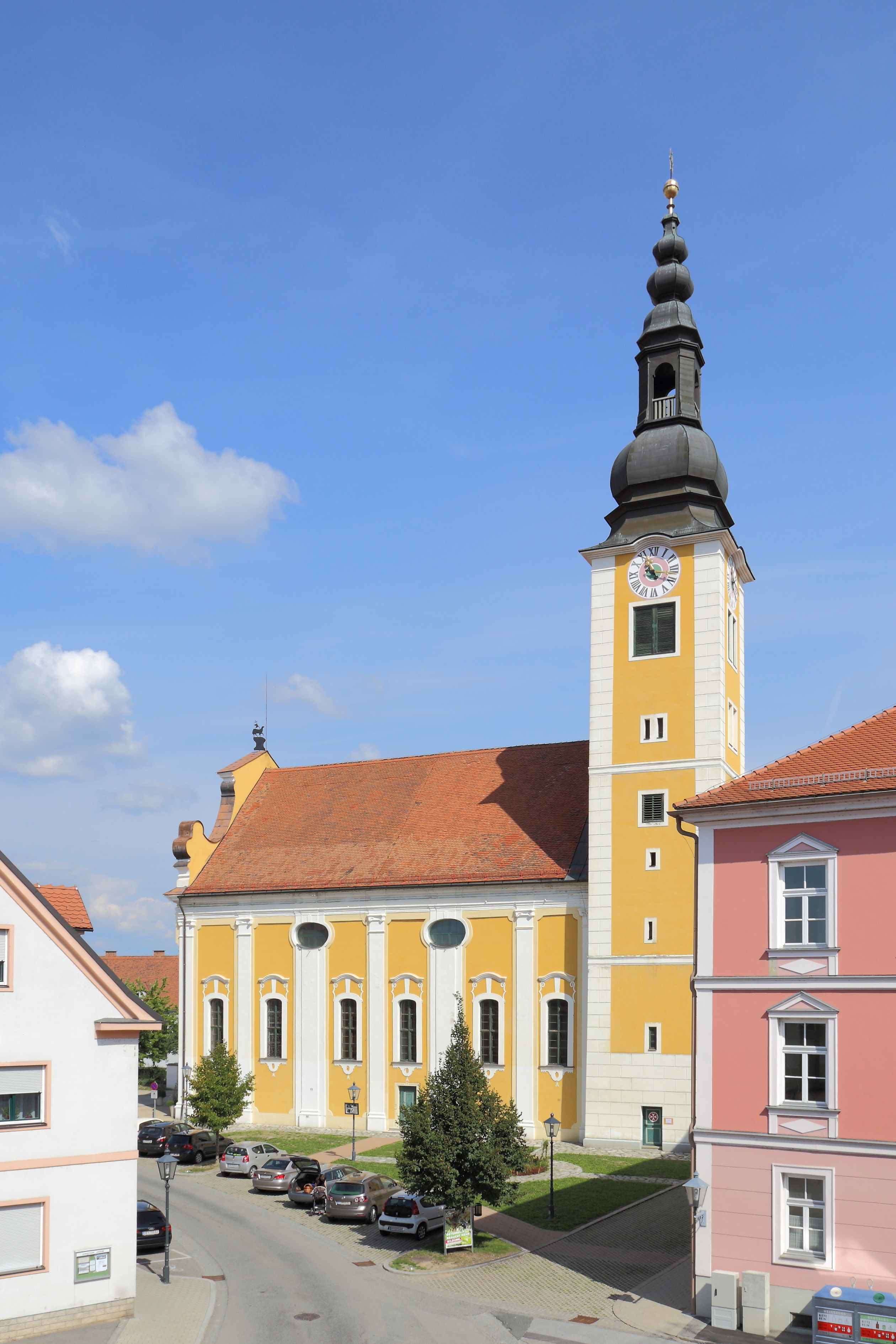
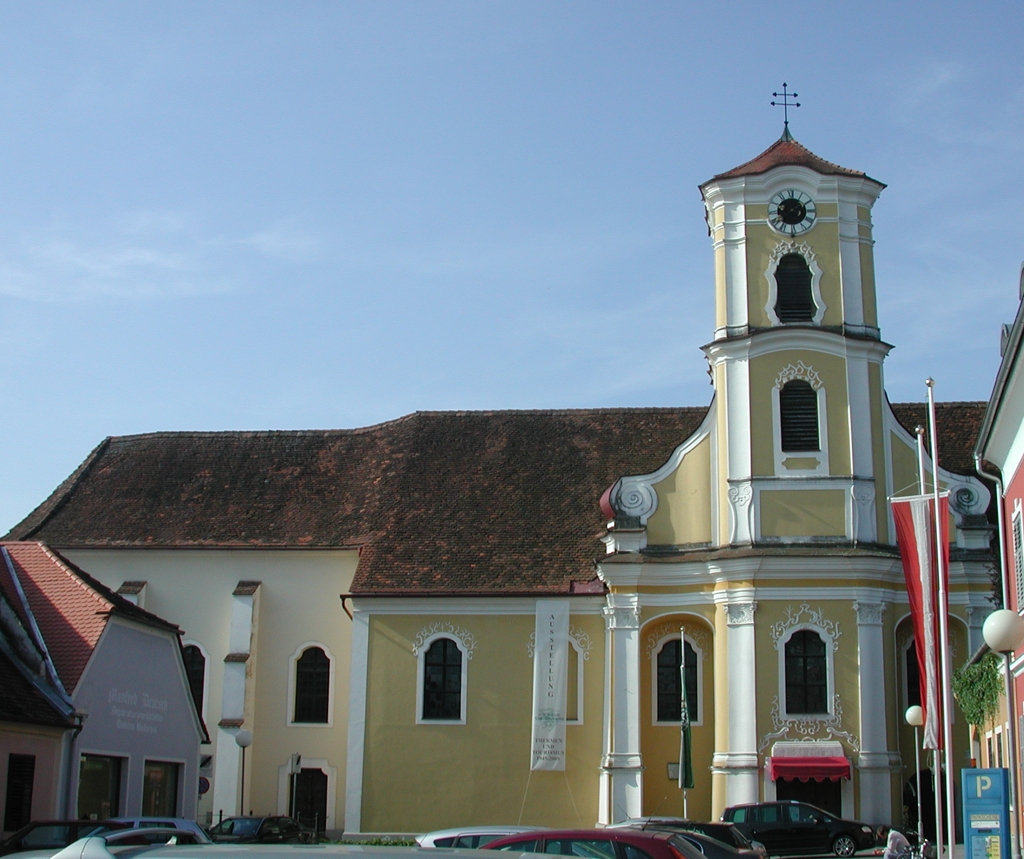